# Лещевич, Антоний
Анто́ний Леще́вич, MIC (пол. Antoni Leszczewicz; 13 сентября 1890, Абрамовщина-1, Виленская губерния — 18 февраля 1943, Росица, Рейхскомиссариат Остланд) — блаженный Римско-католической церкви, монах, священник, мученик. Входит в число 108 блаженных польских мучеников, беатифицированных римским папой Иоанном Павлом II во время его посещения Варшавы 13 июня 1999 года.

## Биография
В 1902 году поступил в гимназию при Католической церкви святой Екатерины (Санкт-Петербург), Россия. В 1909 году поступил в Санкт-петербургскую семинарию. 13 апреля 1914 года был рукоположён в сан священника, после чего был направлен на пастырскую деятельность на Дальний Восток, где прожил 25 лет.
Служил викарием в Иркутске, Чите, с 1917 года — в Харбине, Китай, где был назначен настоятелем католического прихода. В Харбине построил храм святого Иосафата, приют и школу для детей неимущих прихожан. В 1937 году переехал в Японию, затем в 1938 году — в Рим, Италия, где в 1939 году вступил в новициат мужской католической конгрегации отцов мариан. 13 июня 1939 года принял монашеские обеты и был направлен в Друю. Через некоторое время его, священника Юрия Каширу и нескольких монахинь из женской конгрегации «Сёстры служительницы Иисуса в Евхаристии» направили на миссионерскую деятельность в Восточную Белоруссию в деревню Росица, в которой они остались служить при немецкой оккупации в 1941 году.
18 февраля 1943 года в ходе проводимой немецкими оккупационными властями, прибалтийскими и украинскими коллаборационистами карательной антипартизанской операции «Зимнее волшебство» был сожжён в храме вместе со своими прихожанами, сёстрами-евхаристками и священником Юрием Каширой.

## Прославление
13 июня 1999 года был беатифицирован римским папой Иоанном Павлом II вместе с другими польскими мучениками Второй мировой войны.
День памяти — 12 июня

## Источник
- Бронислав Чаплицкий, Ирина Осипова. Книга памяти. Мартиролог Католической Церкви в СССР, изд. Серебряные нити, М., 2000, стр. 106—107, ISBN 5-89163-048-6